# Pred zoru
Pred zoru šesti je studijski album tamburaškog sastava Berde Band, koji u vlastitom izdanju objavljuju 2005. godine.
Album sadrži 17 skladbi raznih izvođača i autora, a neki od njih su Kornelije Kovač, Zdenko Runjić, Arsen Dedić, Đorđe Balašević i drugi. Materijal za album sniman je 29. i 30. srpnja 2005. godine u Slavonskom Brodu u prostorijama krčme "Slavonski podrum", pomoću mobilnog studija "MAK" iz Gradišta. Producent je bio Mato Danković, ton majstor Branimir Jovanovac, a miksanje i mastering napravljen je u studiju "M Audio-video produkcija" u Gradištu na Pro Tools sistemu.

## Popis pjesama
| Br. | Skladba                                   | Autor                                     | Trajanje |
| --- | ----------------------------------------- | ----------------------------------------- | -------- |
| 1.  | »Ne gledaj me curo tako«                  | Miroslav Mitrović/Zvonko Bahucki          | 3:24     |
| 2.  | »Ti si mi u krvi«                         | Kornelije Kovač/Spomenka Kovač            | 5:00     |
| 3.  | »Da te mogu pismom zvati«                 | Ivica Badurina/Frane Bilić                | 3:46     |
| 4.  | »Slatka mala Marijana«                    | Vlaho Paljetak - Svetozar Šišić           | 3:29     |
| 5.  | »Molitva za Magdalenu«                    | Zdenko Runjić                             | 5:00     |
| 6.  | »La musica di notte«                      | Đelo Jusić/Stijepo Mijović-Kočan          | 3:16     |
| 7.  | »Dida moj«                                | Arsen Dedić                               | 3:01     |
| 8.  | »Piva klapa isp'o volta«                  | Zdenko Runjić/Jakša Fiamengo/Marina Ferić | 3:50     |
| 9.  | »Samo jedan dan života«                   | Slavko Perović                            | 2:30     |
| 10. | »Što je meni ovo trebalo« (tradicionalna) | Miroslav Drljača Rus                      | 3:10     |
| 11. | »Svirajte mi 'Jesen stiže dunjo moja'«    | Đorđe Balašević                           | 5:16     |
| 12. | »Rano je za tugu«                         | Aleksandar Radulović - Marina Tucaković   | 3:52     |
| 13. | »Da smo se ranije sreli« (tradicionalna)  |                                           | 2:18     |
| 14. | »Žute dunje« (tradicionalna)              |                                           | 4:19     |
| 15. | »Ne klepeći nanulama«                     | Husein Kurtagić - Ibrahim Dedić           | 3:48     |
| 16. | »Ne plači dušo«                           | G. Šaulić                                 | 4:18     |
| 17. | »A sad adio«                              | Vojkan Borisavljević - Filip Beli         | 3:03     |

## Izvođači
- Antun Tonkić - tamburaško čelo
- Mario Katarinčić - čelović (e-basprim)
- Mladen Jurković - bugarija (kontra)
- Mato Danković - bisernica (prim)
- Mladen Boček - drugi brač (basprim)
- Damir Butković - vokal, bas (berda) (glavni vokal u skladbama "Molitva za Magdalenu", Dida moj" i "Svirajte mi "Jesen stiže dunjo moja")
- Željko Danković - glavni vokal, 1.brač (basprim)

### Produkcija
- producent - Mato Danković
- mješač zvuka, ton majstor - Branimir Jovanovac
- aranžman i obrade - Damir Butković (osim skladbe "Piva klapa isp'o volta", maestro Mihael Ferić)
- dizajn i fotografija - foto "Breza"

## Vanjske poveznice
- Službene stranice sastava  Arhivirana inačica izvorne stranice od 10. listopada 2010. (Wayback Machine) - Pred zoru